# Team
Der Anglizismus Team [tiːm] (altenglisch in der Bedeutung „Familie, Gespann, Gruppe, Nachkommenschaft“) bezeichnet in der Soziologie eine aus mindestens zwei Personen bestehende Organisationseinheit, die eine bestimmte Aufgabe erfüllen und/oder gemeinsame Ziele verfolgen soll.

## Allgemeines
Von einem Team kann gesprochen werden, wenn zwei oder mehr Personen zueinander in direktem Kontakt stehen und diese sozialen Interaktionen ein gewisses Maß überschreiten. Teams gibt es in Wirtschaftssubjekten (Unternehmen, sonstigen Personenvereinigungen und Verwaltungen mit ihren Untergliederungen) und im Sport. In Unternehmen oder Behörden bildet das Team die für einen bestimmten Zweck aus Mitarbeitern zusammengesetzte Arbeitsgruppe wie etwa das Projektteam. Im Sport ist das Team entweder Synonym für die Mannschaft (Teamsport; auch: Frauschaft für ein Team aus ausschließlich weiblichen Mitgliedern) oder die Gesamtheit von Mannschaft und begleitendem Personal wie Trainerteam, Technikerteam.
Wie auch andere soziale Gruppen bestehen Teams traditionell aus einer Führung, dem Teamleiter in Organisationen oder dem Mannschaftskapitän im Sport, und den Teammitgliedern.
Haug relativiert diese Zusammensetzung auf „in der ersten Zeit nach der Teambildung“, die sich auch weiterentwickeln kann: „Mit zunehmend höherem Entwicklungsstand und Reifegrad des Teams können sich die […] Managementaufgaben allmählich trotz eines offiziellen Teamleiters gleichmäßig auf alle Teammitglieder verteilen. In Bezug darauf ist ein eingespieltes Team unter anderem daran zu erkennen, dass es sich weitgehend selbst organisiert. Insofern ist der Begriff ‚Teamleiter‘ in einer echten Teamorganisation irreführend, ja sogar ein Widerspruch in sich.“ Als Voraussetzung für dieses „Teammanagement“ hin zu „sich selbst führenden Teams“, nennt Haug eine „Führung ohne disziplinarischen Zugriff“.
Die Geschlossenheit von Teams ist von deren Gruppenkohäsion abhängig. Während einige Teams auseinanderfallen, sobald Probleme auftauchen, sind andere Teams in Konfliktsituationen in ihrer Existenz nicht bedroht. Je mehr Mitglieder bereit sind, sich für das Team zu engagieren, desto kohäsiver und stärker ist das Team.

## Merkmale
Der Begriff Team wird in der Praxis sehr oft und mit den verschiedensten Bedeutungen angewandt. Diese vielseitige Verwendung führt deshalb auch vielmals zu Missverständnissen bei der Einführung und Umsetzung von Teamorganisation. Die Assoziationen zum Begriff Team umfassen folgende sechs Dimensionen:
- Erlebnis-Dimension: Alle Teammitglieder empfinden sich als Gemeinschaft Gleichgesinnter, die auf der gleichen Wellenlänge sind. Es steht der Aspekt der gefühlsmäßigen Verbundenheit im Vordergrund.
- Aufgaben-Dimension: Durch Spezialwissen und die gemeinsame sachliche/fachliche Aufgabenstellung und Herausforderungen wird eine zusammenhaltende Ebene der Teammitglieder geschaffen.
- Image-Dimension: Teams haben einen Marketing-Aspekt für alle Mitarbeiter. Wer gerade im Team ist, wird als beliebt wahrgenommen. Unter diesem strategischen Deckmantel verbirgt sich oft eine Ansammlung von Einzelkämpfern.
- Krisen-Dimension: In schwierigen Zeiten finden sich Teams sehr schnell und funktionieren dann sehr gut. Allerdings ist der Erfolg des Teams meist nur auf die Krisenzeit beschränkt und somit nicht von langer Dauer.
- Prozess-Dimension: Diese Dimension stellt die bereichs- bzw. abteilungsübergreifende Teamarbeit in den Mittelpunkt, somit steht das Interesse an der Sache im Vordergrund. Mit dieser Dimension können Kommunikations- und Schnittstellenprobleme teils gut behoben werden, was einer dauerhaften guten Zusammenarbeit zwischen Abteilungen hilft.
- Ergebnis-Dimension: Die Faszination einer gemeinsamen Aufgabe und das Arbeiten im Team können ein ganzes Team begeistern, was oft zur Folge hat, dass Einzelne nicht mehr berücksichtigt werden und somit der Erfolg den Einsatz aller Mittel heiligt.

Ein Team wird dann gebildet, wenn ein komplexes Verhalten eine interdisziplinäre Zusammenarbeit erfordert. Teams werden dabei für unterschiedliche Zwecke und Zielsetzungen mit unterschiedlicher zeitlicher Dauer gebildet. In diesem Sinne ist ein Team eine Gruppe von Mitarbeitern, die für eine beauftragte Arbeit ganzheitlich verantwortlich ist und die das Ergebnis ihrer Arbeit als Produkt oder Dienstleistung an einen internen oder externen Empfänger liefert.
Bei der Teambildung sollte Fachkompetenz nicht das einzige Kriterium sein. Darüber hinaus sollte analysiert werden, inwieweit die Chemie zwischen Vorgesetztem und Mitarbeiter untereinander stimmt. Somit können persönliche Unverträglichkeiten reduziert werden. Bei funktionierenden Teams sind Umbesetzungen denkbar und eine weitere erfolgreiche Teamarbeit möglich.

## Kriterien
Nach Mabey und Caird werden Teams über folgende Hauptkriterien definiert:
- Ein Team hat mindestens zwei Mitglieder.
- Die Mitglieder tragen zur Erreichung der Teamziele mit ihren jeweiligen Fähigkeiten und den daraus entstehenden gegenseitigen Abhängigkeiten bei.
- Das Team hat eine Team-Identität, die sich von den individuellen Identitäten der Mitglieder unterscheidet.
- Das Team hat Kommunikationspfade sowohl innerhalb des Teams als auch zur Außenwelt entwickelt.
- Die Struktur des Teams ist aufgaben- und zielorientiert beschrieben.
- Ein Team überprüft periodisch seine Effizienz.

In der Arbeitspsychologie wird der Teambegriff von manchen Autoren idealisiert. Sie sehen darin besonders arbeitsteilige und leistungsorientierte Arbeitsgruppen. Andere Autoren bestreiten die Möglichkeit einer wissenschaftlich sinnvollen Trennung der Begriffe „Team“ und „Gruppe“ (etwa Alexander Thomas).
In Unternehmen hat Teamarbeit inzwischen weithin Fuß gefasst. Dies ist damit begründet, dass auf Grund wachsender Komplexität, höheren Leistungsdrucks und immer besseren Zugangs zu Informationen mittels der Verbreitung elektronischer Medien in den Betrieben
- das Management immer weniger Überblick über die Geschehnisse hat und
- Entscheidungsverantwortung nach unten delegiert wird.

Zur Entscheidungsqualität in Gruppen lässt sich festhalten:
- Gruppenentscheide erweisen sich dann als tendenziell besser, wenn die Mitglieder aus verschiedenen Bereichen kommen und unabhängig voneinander urteilen.[9]
- Aber bei einem hohen Ausmaß an gegenseitigem Verständnis oder hoher Gruppenkohäsion entsteht das „GroupThink“-Phänomen mit der Tendenz zum „risk-shift“. Etwaige Bedenken fallen der Gruppenstimmung zum Opfer und werden nicht mehr geäußert; in der Hälfte der Fälle treffen Gruppen riskantere Entscheidungen als Einzelpersonen.[10][11][9]

Die Konzentration von Wissen und Entscheidungsmacht bei einigen wenigen überlebt sich zusehends. War bis vor kurzem nur von Mitarbeiterteams die Rede, so spricht man heute zunehmend auch von Managementteams, während in Projekten oft Kernteams gebildet werden.

## Teamarbeit in Unternehmen
In Unternehmen hat sich Teamarbeit seit den späten 1970er Jahren zunehmend zu einer beliebten Form der Zusammenarbeit für verschiedene Aufgabenstellungen entwickelt, was sich auch in stark zunehmender Forschungstätigkeit zu Teams seit dieser Zeit niederschlug. Vor allem aber komplexe Aufgaben, die vielfältiges Wissen voraussetzen, sollen von Teams bewältigt werden. Folgende Arten von Teams können u. a. differenziert werden:
- Teilautonome Arbeitsteams: Teilautonome Arbeitsgruppen sind eine Form der regulären Arbeitsorganisation. In diesen Teams werden die Aufgaben (teil)autonom verteilt und gelöst. Auch die Ressourcen- und Zeiteinteilung liegt in der eigenständigen Verantwortung des Teams. Üblicherweise wird ein Gruppenleiter bestimmt, der als Gleichberechtigter die Teamleitung übernimmt. Durch die hohe Selbstverantwortung gibt es zudem keinen direkten Vorgesetzten, der über die Arbeitsgruppe bestimmen kann. Ein teilautonomes Team kann aus drei bis zehn Mitglieder bestehen, die bestenfalls alle unterschiedliche Qualifikationen haben.[13]
- Projektteams: Zur Bewältigung von Projekten werden zeitlich befristete Projektteams gebildet. Obwohl Projektteams üblicherweise nur für die Dauer der Bewältigung einer Aufgabe gebildet werden, gibt es auch Teams ohne zeitliche Befristung. Vor allem in manchen technischen Bereichen wie im Maschinenbau wird ein Projekt nach dem anderen realisiert, weshalb auch die Mitarbeiter ständig in Teams arbeiten müssen.[14]
 Projektteams werden für Aufgaben gebildet, die
  - neuartig und keine Routine sind,
  - eine hohe Bedeutung für das Unternehmen haben,
  - viele Ressourcen in Anspruch nehmen,
  - bereichsübergreifend sind und
  - klar definierte Zeit-, Inhalts- und Kostenziele haben.[15]
- Optimierungsteam: Wie schon an der Bezeichnung zu erkennen ist, sind Optimierungsteams dazu da, bestimmte Dinge zu verbessern. Üblicherweise bezieht sich die Verbesserung auf wesentliche Unternehmensprozesse. Ein Beispiel für ein Optimierungsteam ist das KVP-Team. KVP (kontinuierlicher Verbesserungsprozess) ist auf den japanischen Gedanken Kaizen zurückzuführen und beruht auf der Annahme, dass Prozesse in kleinen Schritten und vor allem von jenen Mitarbeitern, die sich täglich damit beschäftigen, verbessert werden können. Die Moderation von KVP-Teams erfolgt normalerweise extern. Die Ergebnisse der Teamarbeit werden im konkreten Arbeitsumfeld dokumentiert und sofort umgesetzt.[16]
- Aufgabenteams: Aufgabenteams werden auch als „Task Force“ bezeichnet und analysieren bzw. lösen meist zeitlich begrenzt und bereichsübergreifend komplexe oder schwierige Probleme und Fragen der Abteilung oder auch des gesamten Unternehmens. Diese Teams sind zu vergleichen mit einer Freiwilligen Feuerwehr, die anrückt wenn das Feuer auf dem Dach ist. In einigen Unternehmen wird die Taskforce nicht nur vorübergehend gebildet, sondern bleibt bestehen und ggf. findet ein Mitarbeiterwechsel statt.[17]
- Virtuelle Teams: Die Mitarbeiter eines virtuellen Teams arbeiten – wie dies auch bei anderen Teams der Fall ist – gemeinsam an einer interdependenten Aufgabe, die einen gemeinsamen Zweck verfolgt. Bei virtuellen Teams ist es jedoch so, dass die Teammitglieder zeitlich, räumlich und organisatorisch voneinander getrennt sind und über moderne Kommunikationstechnologie kommunizieren.[18]
- Managementteams: Sie entsprechen in der Praxis nicht immer einem wirklichen Team. Obwohl gemeinsame Meetings auf der Tagesplanung stehen, sind die Mitglieder solcher Gruppen oft nicht gemeinsam an der Unternehmensführung beteiligt, sondern jedem ist ein spezielles Aufgabengebiet zugewiesen. Managementteams sollten bestenfalls im Sinne des Teamgedankens versuchen, den Rest der Gruppe für die jeweils anderen Aufgabenbereiche zu begeistern und den Gedanken der Problemlösung für die gesamte Organisation im Team zu verankern.[19]

## Phasen der Teamentwicklung
Teams durchlaufen verschiedene Phasen. Das nachfolgende Modell, eines von mehreren ähnlichen Gruppenphasenmodellen, wurde 1965 von Bruce Tuckman entwickelt:
Forming (Testphase)
In der Phase des Forming findet ein langsames Abtasten und Kennenlernen statt, die durch Vorsicht und Höflichkeit geprägt ist. Die Kommunikation unter den Teammitgliedern ist gering und jeder versucht deren Aufgabe und Rolle im Team zu finden.
Storming (Nahkampfphase)
In der Nahkampfphase ergeben sich die ersten Konflikte und Rivalitäten zwischen Teammitglieder, Subgruppen und gegen die Aufgabe. Diese Phase ist notwendig damit aus der Gruppe ein Team mit hohem Reifegrad entstehen kann. In diese Phase ist ein Teamleiter (Helfer) hilfreich, der das Team zum Durchhalten ermutigt und dem Team das „Ende des Tunnels“ aufzeigt.
Norming (Organisierungsphase)
In der dritten Phase entwickelt das Team neue Umgangsformen und Verhaltensweisen. Gemeinsame Ziele und Aufgaben werden im Dialog ausgetauscht und die Arbeit organisiert. Es entsteht ein WIR-Gefühl, weshalb Machtkämpfe konstruktiv beigelegt werden. Regeln werden akzeptiert.
Performing (Arbeitsphase)
In der vierten Phase ist das Team ideenreich, flexibel, solidarisch und leistungsfähig. Die Energie fließt den Problemlösungen zu und das Team beweist seine Autonomie und Lebensfähigkeit für einen längeren Zeitraum.
Transforming (Trennungs- und Transferphase)
In der letzten Phase blickt das Team auf den Teamprozess zurück und zieht Bilanz: Wie kann der Teamprozess künftig optimiert werden? Welche Erkenntnisse lassen sich auf zukünftige Situationen Übertragen? Etc. Ggf. Planung weiterer Aktivitäten.
Die Zeitdauer der Phasen kann nicht vorhergesagt werden, jedoch sind mehrere Monate für Teamentwicklung und Einarbeitung notwendig.

## Teamfähigkeit
Teamfähigkeit ist eine soziale Kompetenz und eine Schlüsselkompetenz. Teamfähigkeit ist das Vermögen von Personen, Arbeit effektiv und effizient in Gruppen verrichten zu können. Die Stärke der Ausprägung von Teamfähigkeit trägt zum Zielerreichungsgrad von Arbeitsgruppen bei. Zur Teamfähigkeit gehören neben sozialen Fähigkeiten wie Interaktions-, Konfliktbewältigungs- und Kooperationskompetenz auch methodische Fähigkeiten wie Problemlösen, Planungs- und Organisationsfähigkeit. Außerdem müssen Teamhandlungen kritisch reflektiert werden, um den negativen Folgen eines zu ausgeprägten Gruppendenkens (englisch group thinking) vorzubeugen. Teamfähige Personen werden „Teamplayer“ genannt.
Das häufige Schlagwort in Stellenanzeigen beschreibt Fähigkeiten und Fertigkeiten, die das Individuum für das Zusammenarbeiten mit anderen braucht.

## Konflikte in Teams
Von einem Gruppenkonflikt bzw. Konflikt im Team wird gesprochen, wenn der Konflikt mehr als drei Beteiligte hat. Durch die Tendenz in Gruppen, Mitglieder rational und emotional gleichschalten zu wollen, begründet sich der Großteil der Konflikte. Insbesondere die Tatsache, dass Gruppen die Schnellen bremsen und die Langsamen motivieren, birgt nicht nur Vorteile, sondern Potential für Meinungsverschiedenheiten.
Sicherheit und Stabilität wird innerhalb einer Gruppe durch Zugehörigkeit, Gemeinsamkeit und Loyalität erzeugt bzw. erhalten. Diese Aspekte müssen im Laufe der Zeit entwickelt werden und lassen sich durch Rituale, Belohnungs- aber auch Strafsysteme festigen. Werden sie in Frage gestellt, entsteht ein Gruppenkonflikt. Diese können in sechs Unterarten unterschieden werden:
Untergruppenkonflikte
Bei der Untergruppenbildung schließen sich gebildete Kleingruppen gegenseitig von etwas aus und gefährden die Ziele der ganzen Gruppe. Wird diese Bedrohung nicht abgewendet, kann der Konflikt bis zum Zerfall des ganzen Teams führen.
Rangkonflikte (Macht)
Durch die Festlegung von Rangpositionen wird Ordnung in das Sozialgefüge eines Teams gebracht und Stabilität erzeugt. Trotzdem bergen die Schaffung und Veränderung der Rangordnung Konfliktpotential. Oft ist dies auch beim Eintritt neuer Mitarbeiter zu beobachten. Erst nach einer gewissen Zeit ist wieder klar, wer welche Position innehat, wodurch sich die Situation wieder beruhigt.
Normierungskonflikte
In Teams werden die Spielregeln selbst definiert, wobei zwischen offiziellen und inoffiziellen Normen unterschieden werden kann. Ein Normierungskonflikt tritt dann auf, wenn ein Mitglied gegen diese verstößt. Mit Hilfe einer Bestrafung kann das Gruppenmitglied wieder integriert werden.
Integrationskonflikte
Insbesondere bei Außenseitern oder neuen Teammitgliedern kann ein Integrationskonflikt auftreten. Es ist die Aufgabe der Führungskraft, dafür zu sorgen, dass die Integration möglichst reibungslos abläuft und Rolle im Gruppenkontext sowie Tätigkeit des neuen Mitglieds klar definiert sind.
Substitutionskonflikte
Wird ein Konflikt nicht direkt an der originären Problematik ausgetragen, sondern in einen weniger problematischen Konfliktgegenstand verschoben, wird vom Substitutionskonflikt gesprochen. Dieser kann ausschließlich durch das Erkennen und Behandeln der Ursache gelöst werden.
Loyalitätskonflikte
Von einem Loyalitätskonflikt wird gesprochen, wenn ein Teammitglied von außen angegriffen wird und sich andere Mitglieder nicht hinter den Angegriffenen stellen. Dadurch wird die Einheit der Gruppe gefährdet und der notwendige Zusammenhalt ist nicht mehr gegeben.

## Redewendungen
Die Faustregel „There is no I in Team“ besagt, dass in einem Team alle gemeinsam an einer Aufgabenstellung mit einem gemeinsamen Arbeitsziel arbeiten sollen. Frei nach dem bekannten Motto: „Jeder macht was er will, keiner was er soll, aber alle machen mit.“
Im Englischen und Deutschen gibt es Akronyme: Das optimistische „Together Everyone Achieves More“ und das ironische „Toll, ein anderer machts.“